# Antonino Lo Surdo
Antonino Lo Surdo, italijanski fizik, * 4. februar, 1880, Sirakuze, Italija, † 7. junij 1949, Rim, Italija.

## Življenje
Lo Surdo je študiral seizmologijo in geofiziko. Osnoval je Narodni inštitut za geofiziko. Bil je profesor fizike na Inštitutu za fiziko v Rimu. Po smrti italijanskega fizika in politika Orsa Maria Corbina (1876 – 1937) je postal tudi predstojnik inštituta. 
Znan je po odkritju pojava, ki se danes imenuje Starkov pojav. Pojav je odkril v istem letu in neodvisno od Johannesa Starka (1874–1957), ki velja za odkritelja pojava, in se po njem tudi imenuje. Včasih (posebno v Italiji) isti pojav imenujejo tudi Stark-Lo Surdov pojav.